# Štěpán I. Prvověnčaný
Štěpán I. (srbsky:Стефан Првовенчани, Stefan Prvověnčani, velký župan jako Стефан Немањић, Stefan Nemanjić, asi 1170 – 24. září 1227 nebo spíše 1228), syn velkého rašského župana Štěpána Nemanji, byl velkým srbským (rašským) županem (1196–1202 a 1203–1216) a prvním srbským králem (od 1217).

## Před nástupem na trůn
Štěpán se narodil někdy mezi léty 1165 a 1166 jako druhorozený syn velkého srbského župana Štěpána Nemanji a jeho choti Any (Anny). Princ měl dva bratry – staršího Vukana a mladšího Rastka. Za otcova následníka byl původně určen prvorozený Vukan, ale situace okolo nástupnictví po Nemanjovi se začala měnit ve Štěpánův prospěch. Jednak Vukanova prudká povaha a také sňatek Štěpána s neteří byzantského císaře Izáka II. Angela (vládl 1185–1195 a opět 1203–1204) Eudokií roku 1191 při uzavření míru mezi Štěpánem Nemanjou a byzantským autokratorem měly zřejmě vliv na pozdější změnu následnictví ve Štěpánův prospěch. Další posílení Štěpánovy pozice na bratrův úkor proběhlo roku 1195, když byl císař Izák Angelos sesazen ve vojenském ležení na tažení proti Bulharům svým bratrem Alexiem (III., 1195–1203), otcem Štěpánovy choti Eudokie, který zároveň udělil svému zeti dvorskou hodnost sebastokrator. V této době byl Nemanja již starým, asi osmdesátiletým starcem a zřejmě kvůli věku – také ale mohl hrát roli politický nátlak císaře Alexia III. – se roku 1196 na sněmu veškeré srbské šlechty vzdal trůnu ve Štěpánův prospěch a odešel nejprve do kláštera Studenica a poté na Athoskou horu, kde také roku 1199 nebo 1200 zemřel pod klášterním jménem Symeon a po smrti byl svatořečen srbskou pravoslavnou církví.

## Velkým županem

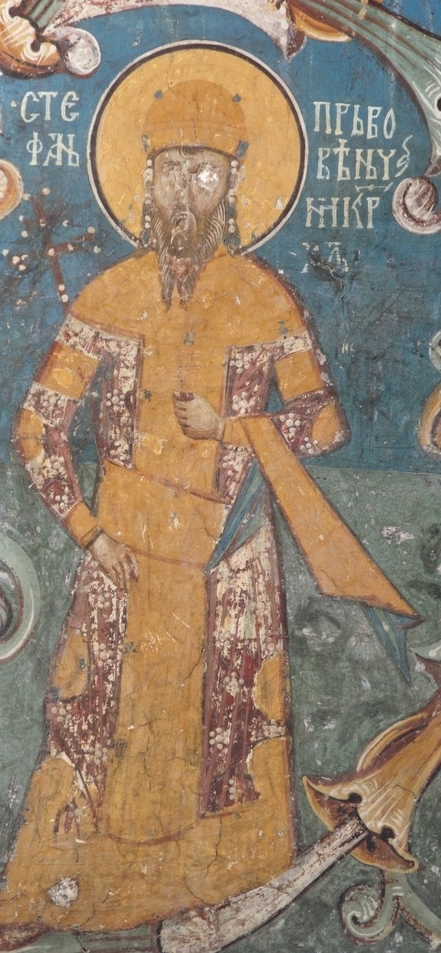
Štěpán Prvověnčaný (freska v klášteře Decani)

Štěpán se hned po nástupu dostal do konfliktu s uherským královstvím, které za právoplatného župana považovalo Vukana. Vukan se spojil s aristokracií, která nepřála Štěpánově probyzantské politice a naopak by se ráda opírala o Řím. Roku 1202 byl Štěpán Vukanem sesazen za pomoci vojska uherského krále Imricha I. (1196–1204), který se na oplátku od té doby tituloval mj. jako král Srbska. Krátce poté proběhla Čtvrtá křížová výprava, která připravila Vukana o podporu papeže Innocence III. (1198–1216), a roku 1203 vtrhl Štěpán s bulharským vojskem do Rašky a svrhl Vukana, kterému na přímluvu bratra Rastka, který mezitím přijal mnišské jméno Sáva, zůstala pouze Zeta (Černá Hora). 13. dubna 1204 byla křižáky dobyta Konstantinopol a Štěpán využil jednak pádu Konstantinopole, stejně jako zavraždění bulharského krále Kalojana († 1207), ve svůj prospěch. Proti Štěpánovi se tehdy začala utvářet koalice Latinů (křižáků), kteří se usadili v Konstantinopoli, a Uher. Možná také proto si Štěpán přivolal z Athosu na pomoc bratra Sávu, který se stal Štěpánovým pomocníkem. Roku 1216 se Štěpán zmocnil Vukanova území – Zety. V této době zaútočil na Srbsko latinský císař Jindřich Flanderský (1206–1216) a k tažení se chystal i uherský král Ondřej II. (1205–1235), se kterým Štěpán podle Sávova návodu začal vyjednávat. Nakonec oba panovníci uzavřeli mír a Jindřich přerušil tažení. Ondřej zakrátko zemřel (ještě r. 1216). Štěpán se poté rozhodl ještě více posílit své pozice sňatkem s vnučkou slavného benátského dóžete Enrica Dandola Annou (byzantská princezna Eudokia byla již někdy na přelomu 12. a 13. století zapuzena). Roku 1217 Štěpán obrátil v politice vůči Římu a ten záhy získal náboženský primát v Srbsku a to i přesto, že Sáva, županův hlavní rádce, proti latinizaci země protestoval, avšak prozatím bylo jeho úsilí marné, a tak odešel opět na Svatou horu Athoskou.

## Prvním srbským králem
Téhož roku (1217) byl velký župan Štěpán Nemanjić papežským legátem korunován na krále jako Štěpán I. (později zvaný Prvověnčani – Prvověnčaný, ten kdo byl poprvé korunován). Papež Honorius III. (1216 – 1227) se ale ze spojení s Raškou dlouho neradoval. Proti latinizaci země protestovalo pravoslavné duchovenstvo vedené Sávou Nemanjićem. Nakonec se roku 1219 Štěpán přece jenom odklonil od krátkodobé prořímské politiky a opět se vrátil k pravoslaví a v souvislosti s tím vyslal k nikajskému císaři Theodoru I. Laskarisovi (1208–1222) poselstvo, vedené z Athosu se navrátivším Sávou, který vyjednal s Theodorem a nikajským patriarchou (konstantinopolským patriarchou v exilu) uznání samostatné srbské církve a zároveň byl vysvěcen na prvního srbského arcibiskupa (1219–1233/1234) se sídlem v klášteře Žiča. Tímto činem v Rašce definitivně zvítězila ortodoxie nad latinskou církví. Sáva i nadále pomáhal Štěpánovi se správou státu. Oba bratři domluvili (asi roku 1225) sňatek Štěpánova prvorozeného syna, jehož měl s Eudokií Angelinou, Štěpána Radoslava s dcerou epirského despoty Theodora. Stefan I. Prvověnčani, první srbský král z dynastie Nemanjićů, zemřel 24. září buď roku 1227, nebo 1228 ve věku asi šedesáti let, když krátce před smrtí přijal mnišský šat. Svému prvorozenému synovi Štěpánu Radoslavovi (1228–1234) zanechal vnitřně pevný a mocný stát a také rádce a pomocníka, jeho strýce arcibiskupa Sávu.